# Malaysias herrlandslag i fotboll
Malaysias herrlandslag i fotboll representerar Malaysia i fotboll på herrsidan sedan 1963 och går under smeknamnet Tigrarna. Laget erkänns av Fifa som en efterträdare till Malajiska federationens landslag.